# Seznam hejtmanů Středočeského kraje
Hejtman Středočeského kraje je člen Zastupitelstva Středočeského kraje, kterého si tento orgán zvolil do svého čela.

## Seznam
| Č. | Portrét      | Portrét             | Jméno                       | Nástup do úřadu    | Opuštění úřadu     | Navrhující strana | První náměstek | První náměstek   | Navrhující strana | Volby |
| -- | ------------ | ------------------- | --------------------------- | ------------------ | ------------------ | ----------------- | -------------- | ---------------- | ----------------- | ----- |
| 1. |              | Petr Bendl          | Petr Bendl                  | 18. prosince 2000  | 24. listopadu 2008 | ODS               |                | Antonín Podzimek | US                | 2000  |
| 1. |              | Petr Bendl          | Petr Bendl                  | 18. prosince 2000  | 24. listopadu 2008 | ODS               | Josef Vacek    | KDU-ČSL          | 2004              |       |
| 2. |              | David Rath          | David Rath                  | 24. listopadu 2008 | 16. května 2012    | ČSSD              |                | Miloš Petera     | ČSSD              | 2008  |
| 3. | není foto    | Zuzana Moravčíková  | 4. června 2012              | 20. listopadu 2012 |                    | ČSSD              |                | Miloš Petera     | ČSSD              |       |
| 4. | Josef Řihák  | Josef Řihák         | 20. listopadu 2012          | 23. června 2014    | 2012               | ČSSD              |                | Miloš Petera     | ČSSD              |       |
| 5. | Miloš Petera | Miloš Petera        | 27. června 2014             | 18. listopadu 2016 | Milan Němec        | ČSSD              |                |                  | ČSSD              |       |
| 6. |              | Jaroslava Jermanová | Jaroslava Pokorná Jermanová | 18. listopadu 2016 | 16. listopadu 2020 | ANO               |                | Vít Rakušan      | STAN              | 2016  |
| 6. |              | Jaroslava Jermanová | Jaroslava Pokorná Jermanová | 18. listopadu 2016 | 16. listopadu 2020 | ANO               | Miloš Petera   | ČSSD             |                   |       |
| 7. |              | Petra Pecková       | Petra Pecková               | 16. listopadu 2020 | úřadující          | STAN              |                | Martin Kupka     | ODS               | 2020  |
| 7. | Pavel Pavlík | Petra Pecková       | Petra Pecková               | 16. listopadu 2020 | úřadující          | STAN              |                |                  | ODS               |       |